# Айдахоса, Маргарет
Маргарет Айдахоса (англ. Margaret Idahosa, род. 29 июля 1943, Эдо) — нигерийская проповедница, писательница и архиепископ Международной миссии Церкви Бога. Она первая африканская женщина-архиепископ. Маргарет — вдова архиепископа Бенсона Айдахоса. Она ректор Университета Бенсона Айдахоса. В 2008 году федеральное правительство Нигерии наградило её кавалером Ордена Нигера.

## Биография
Маргарет Айдахоса родилась 29 июля 1943 года в королевской семье в королевстве Бенин штата Эдо, Нигерия. Она получила диплом по экономике домашнего хозяйства в Лидском политехническом институте в Соединённом Королевстве. Айдахоса получила степень магистра богословия в Международном христианском университете друзей (англ. Friends International Christian University). Она также имеет степень магистра педагогики, полученную в Университете Орала Робертса, Оклахома, США. Она была введена в служение 24 мая 1983 года и стала епископом 5 апреля 1998 года. Она была замужем за покойным архиепископом Бенсоном Айдахоса, основателем Международной миссии Церкви Бога. Она является автором книг «Чрево жатвы», «Разрывание завесы», «Женщина-служитель» и «Безграничное расширение». Айдахоса — первая нигерийская женщина, рукоположенная в сан архиепископа, и первая женщина-канцлер университета в Африке (Университет Бенсона Айдахоса). Она стала архиепископом в ноябре 2009 года.